# 弘前亮子
弘前 亮子（ひろさき りょうこ、1990年1月26日 - ）は、日本のAV女優。

## 出演作品

### アダルトビデオ
2010年
- 素人投稿シリーズ【未成年（三六〇）】 援助交際ネットワーク 〜初めてのバイシュン〜 #007 （3月19日、ゴーゴーズ）
- おむつ倶楽部06号 はじめての襁褓暮らし(カバーガールを兼ねる、5月1日、三和出版)
- PET キミはボクのペット 11 愛玩少女 亮子 （5月12日、ゴーゴーズ）
- 素人援交生中出し 91（7月31日、プラム）
- 制服美少女と性交（8月5日、ドリームチケット）
- スゴ〜く! 制服の似合う素敵な娘 りょうこ （8月13日、オーロラプロジェクト）
- りょうこ （8月13日、無垢）
- 援交 転校生 りょうこ（8月13日、アップス）
- ヒ●スエって人に似てるってみんな言うけどその人知らないし。 （8月27日、バルタン）
- 広○涼子差し上げます。（9月8日、光夜蝶）
- ザ・処女喪失（71）～広末に激似！清純美少女・涼子20歳（9月9日、パラダイステレビ）
- スゴ～く! 制服の似合う素敵な娘 「私を48時間、自由にして下さい…。」 りょうこ 2 （9月13日、オーロラ・プロジェクト）
- 白く汚れる優等生 （9月15日、ワープエンタテインメント）
- 尻がすき。（9月17日、セックスエージェント）他出演:大沢美加、細川まり、松すみれ、彩来エマ、白井ゆきな、君嶋みゆ、大城かえで、羽月希、河純ひなみ、栗山千尋、水野えみり、Mai
- 学校では見せない桃尻美少女の本性 りょうこ （9月25日、オーロラ・プロジェクト）
- 女子高生 肉棒ペット いもうと乳首奴隷 （10月1日、シネマジック）
- 女子高生 イラマチオ（10月5日、ワープエンタテインメント）
- 蝿叩き （10月5日、NON）
- コスプレ妄想SEX リョウコの乳房、太もも、膣悦楽。 （10月13日、オーロラ・プロジェクト）
- 無垢ナ女子高生限定ソープランド りょうこ 2 （10月13日、無垢）
- 女子校生だらけのムレムレ黒スト脚コキ （10月15日、セックスエージェント）他出演:桜りお、河純ひなみ、笹木みなみ、桐生さくら、小栗はな
- みるスポ! 177（11月7日、みるきぃぷりん♪）
- ゴックン秘密基地（11月15日、ワープエンタテインメント）
- マンズる女をオカズにしながら、センズる自分もオカズにされちゃう 変態相互オナニー（11月15日、ワープエンタテインメント）他出演:篠めぐみ、管野しずか、葵ちひろ、長澤あずさ、阿利希カレラ、神河美音、進藤みく
- おしゃぶり女子校生（11月19日、みるきぃぷりん♪）
- 気狂い寸止め手コキ 2（11月19日、セックスエージェント）他出演:榊なち、沢村サリナ、煌芽木ひかる、八神れおん、河純ひなみ、羽月希
- ガン見フェラ 2（11月19日、セックスエージェント）他出演:RAIKA、小栗はな、大城かえで、高田美沙、桐生さくら
- 女子校生、大悶絶。（11月19日、セックスエージェント）他出演:大沢美加、早乙女らぶ、河純ひなみ、小栗はな、笹木みなみ、南原彩、つくし、優芽、麻倉みう
- 女子校生だらけのムレムレ黒スト脚コキ（11月26日、セックスエージェント）他出演:弘前亮子、桜りお、桐生さくら、河純ひなみ、笹木みなみ
- 体育会系部活少女 卓球部 りょうこ（11月26日、ラマ）
- 使い捨てティッシュ 4（12月2日、プレステージ）
- FAIRY DOLL 新基準 2 （12月7日、色眼鏡）他出演:花井りん、くるみ
- 貸し切り、純潔サロン 共有少女二号（12月16日、プレステージ）
- 淫尻授業（12月24日、映天）
- 女子校生､大悶絶。（12月24日、映天）オムニバス作品 他出演:早乙女らぶ、つくし、河純ひなみ、弘前亮子
- 気狂い寸止め手コキ 2（12月24日、セックスエージェント）他出演:沢村サリナ、榊なち、河純ひなみ、羽月希
- ガン見フェラ 2（12月24日、セックスエージェント）他出演:桐生さくら、RAIKA、高田美沙、小栗はな
- 広○涼子激似A○B候補生強制オ○ンコ営業（12月24日、サムシング）

2011年
- 赤ちゃん出来てもいいから中に出して（1月6日、グローリークエスト）
- 妹は僕のいいなり人形（1月8日、SODクリエイト）
- イラマチオ 最後は、のど射フェラチオ（1月13日、MOODYZ）
- Taylor Girl（1月19日、色眼鏡)
- ホットカプセル お顔にいっぱい!!濃すぎる精液10錠!（1月19日、色眼鏡）他出演:大沢美加、伊東すみれ、松下可憐、くるみ、桜井ゆう、吉永恵美、花井りん、中野ひなた、田中美保
- 超絶ロリ美少女アイドル弘前亮子 特濃ザーメンこってり初中出しスペシャル (1月20日、ROCKET)
- めざましフェラチオ（1月20日、グローリークエスト）他多数出演
- 初心 清純女子高性なぅ（1月25日、kawaii*）
- そうだったのか!弘前亮子先生の学べるSEX （1月25日、みるきぃぷりん♪）
- 緊縛イラマチオ奴隷 (2月5日、SODクリエイト)
- お兄ちゃん、シテあげる。 2（2月5日、アイエナジー）
- いいなり女子校生 (2月13日、隼エージェンシー）
- 夢精 女が寝てる間に（2月15日、NON）オムニバス作品 他出演:恵けい、麻紀さくら、このは、花井りん、辻本りょう
- メイド in prin（2月13日、みるきぃぷりん♪）
- 亮子とつぼみのレズビアン白書（3月13日、MOODYZ）共演:つぼみ
- ザーメン500連発の洗礼（5月25日、ダスッ!）
- ザーメン家畜（6月18日、サディスティックヴィレッジ）